# Плечистов, Виктор Васильевич
Виктор Васильевич Плечистов — советский рабочий, Герой Социалистического Труда.

## Биография
Родился в 1923 году в селе Ольховка ныне Ольховского района Волгоградской области.
После окончания школы фабрично-заводского обучения (ФЗО) работал токарем на Сталинградском тракторном заводе в Сталинграде (ныне — Волгоград).
С мая 1942 года — в Красной Армии. Участник Великой Отечественной войны. Был трижды ранен. В 1942 году — разведчик 886-го стрелкового полка 298-й стрелковой дивизии 24-й армии Донского фронта, красноармеец. В 1944 году — радист взвода связи 323-го гвардейского горно-стрелкового полка 128-й гвардейской горно-стрелковой дивизии, гвардии красноармеец. В 1945 году — телефонист взвода связи 1-го стрелкового батальона 320-го гвардейского стрелкового полка 129-й гвардейской стрелковой дивизии 4-го Украинского фронта, гвардии красноармеец. Награждён орденами Отечественной войны 2-й степени, Красной Звезды, Славы 3-й степени, медалью «За отвагу».
Демобилизовавшись из Красной Армии, приехал в город Омск. Работал токарем в артели «Коммуна» и на заводе по ремонту мер и измерительных приборов. 
С 1963 года и до ухода на пенсию работал токарем на заводе № 373, ставшим в 1967 году Омским электротехническим заводом имени Карла Маркса Минрадиопрома СССР.
Отличался мастерством и смекалкой, являлся активным рационализатором, одним из инициаторов внедрения комплексной системы подготовки производства. Задание 8-го пятилетнего плана (1966—1970) выполнил за 3 года и 2 месяца.
Указом Президиума Верховного Совета СССР («закрытым») от 26 апреля 1971 года за выдающиеся заслуги в выполнении пятилетнего плана и создание новой техники Плечистову Виктору Васильевичу присвоено звание Героя Социалистического Труда с вручением ордена Ленина и золотой медали «Серп и Молот».
В 1980-е годы вышел на пенсию.
Жил в Омске. Умер в 2001 году. Похоронен на Северо-Восточном кладбище Омска.

## Награды
- орден Ленина (26.04.1971),
- орден Отечественной войны 1-й степени (11.03.1985)
- орден Отечественной войны 2-й степени (16.05.1945)
- орден Красной Звезды (28.12.1944),
- орден Славы 3-й степени (05.03.1945),
- медали:

- медаль «За победу над Германией в Великой Отечественной войне 1941—1945 гг.»
- медаль «За отвагу» (05.11.1942).

## Память
- в начале сентября 2009 года в Омске на заводской территории ОАО "Сатурн" была открыта мемориальная доска с изображением Героя Социалистического Труда В. В. Плечистова[1]